# Nova Lima
Nova Lima, amtlich portugiesisch Município de Nova Lima, ist eine brasilianische Gemeinde im Bundesstaat Minas Gerais. Sie ist Teil der Metropolregion Belo Horizonte und liegt ca. 20 Kilometer von Belo Horizonte entfernt. Die Bevölkerungszahl wurde zum 1. Juli 2021 auf 97.378 Einwohner geschätzt, die Nova-Limenser (nova-limenses) genannt werden.

## Geschichte
Historisch war das Gemeindegebiet als Campos de Congonhas, Congonhas de Sabará, Villa Nova de Lima und nach Erhalt der Stadtrechte 1891 bis 1923 als Vila Nova Lima bekannt. Das Toponym ist nach einem früheren Einheimischen namens Augusto de Lima benannt.

## Wirtschaft
Der Bergbau ist eine der wichtigsten wirtschaftlichen Aktivitäten der Stadt, einschließlich der Gewinnung von Eisenerz und Gold. Die berühmteste Mine der Stadt ist Morro Velho (Old Hill), eine Goldmine mit einer Tiefe von 2700 Metern.

## Sport
In der Stadt befindet sich der Villa Nova AC, der zweitälteste noch aktive Fußballverein von Minas Gerais. Der Verein war von den 1930er bis in die frühen 1950er Jahre eine wichtige Kraft und gewann in dieser Zeit fünf Staatsmeisterschaften von Minas Gerais.

## Söhne und Töchter der Stadt
- José Perácio (1917–1977), Fußballspieler
- Alberto Taveira Corrêa (* 1950), römisch-katholischer Geistlicher
- Gilberto Alves (* 1950), Fußballspieler
- Luiz Carlos Ferreira (* 1958), Fußballspieler
- Bruno Silva (* 1986), Fußballspieler

## Galerie

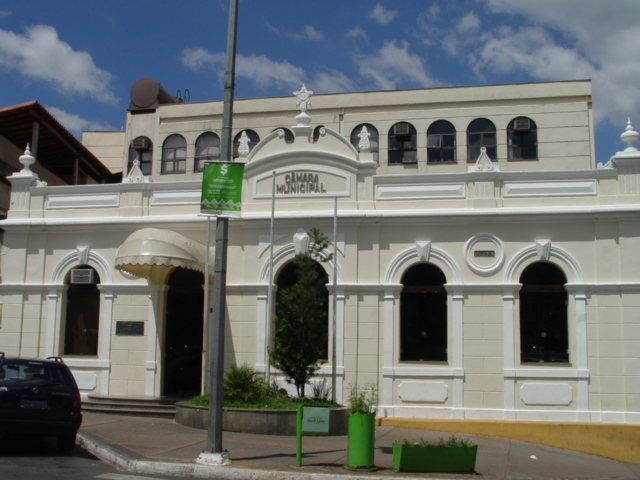
Gemeindekammer (Stadtrat)
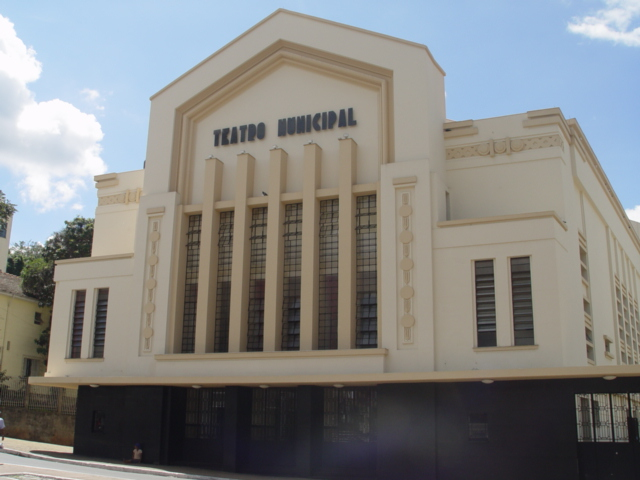
Gemeindetheater
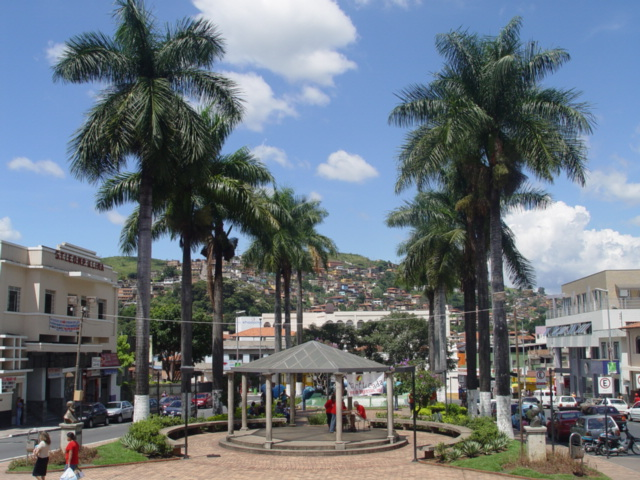
Stadtzentrum
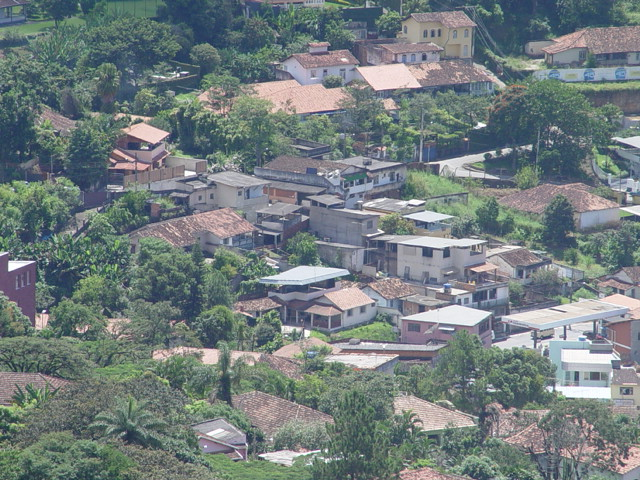
Englisches Viertel
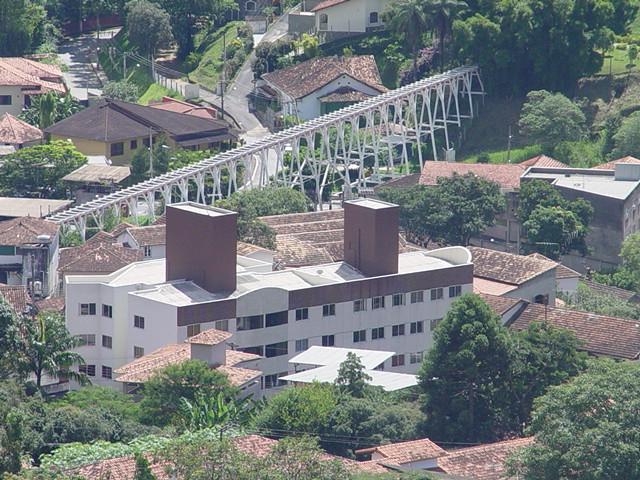
Holzaquädukt zur Goldwäsche